# Stenodryas pallidata
Stenodryas pallidata är en skalbaggsart som beskrevs av Holzschuh 2006. Stenodryas pallidata ingår i släktet Stenodryas och familjen långhorningar. Inga underarter finns listade i Catalogue of Life.